# ميتش غارسيا
ميتش غارسيا (بالإنجليزية: Mitch Garcia)‏ (7 أبريل 1989 في الولايات المتحدة - ) هو لاعب كرة قدم أمريكي في مركز الدفاع. لعب مع Vermont Voltage ‏ وSporting Arizona FC ‏ وAtlanta SC ‏ ونادي توكسون وأتلانتا سيلفرباكس.

## وصلات خارجية
- ميتش غارسيا على موقع قاعدة بيانات كرة القدم.إي يو (الإنجليزية)